# Strzelanina w Capitol Hill w Seattle
Strzelanina w Capitol Hill – strzelanina, do której doszło 25 marca 2006 roku w dzielnicy Capitol Hill w mieście Seattle w Stanach Zjednoczonych. Sprawcą strzelaniny był 28-letni Kyle Aaron Huff. W strzelaninie zginęło 7 osób, wliczając napastnika, a 2 zostały ranne.

## Przebieg
Huff przed atakiem uczestniczył w imprezie w miejscowym centrum kultury. Po imprezie udał się na tzw. after-party, które odbywało się w jednym z mieszkań uczestników imprezy. Huff w pewnym momencie wyszedł z domu i przyjechał pod niego niedługo później ciężarówką, w której miał uzbrojenie. Huff wziął z ciężarówki strzelbę, pistolet, amunicję i bandoliery, po czym wymalował sprayem na chodniku napis NOW (pol. Teraz), a następnie wyciągnął strzelbę i otworzył ogień do młodych ludzi, którzy uczestniczyli w zabawie. Sprawca, używając naprzemiennie strzelby i pistoletu, zabił 6 osób, a 2 ranił. Strzelanina miała miejsce zarówno na zewnątrz domu jak i w jego wnętrzu i trwała około pięciu minut. Kiedy na miejsce zbrodni przyjechała policja, Huff włożył sobie strzelbę do ust i popełnił samobójstwo.

## Ofiary śmiertelne
- Melissa Moore (14 lat)[5]
- Suzanne Thorne (15 lat)[6]
- Justin Schwartz (22 lata)[7]
- Christopher Williamson (21 lat)[5]
- Jeremy Martin (26 lat)[5]
- Jason Travers (32 lata)[5]
- Kyle Aaron Huff (28 lat)

## Sprawca
Sprawcą masakry był 28-letni Kyle Aaron Huff (ur. 22 września 1977), który był miejscowym mieszkańcem. Sprawca interesował się sztuką, często chodził do centrów kultury i innych tego rodzaju obiektów. Przed atakiem napisał notatkę, w której wyraził swoją wściekłość na młodych ludzi za ich, jego zdaniem, prowokacyjny styl bycia i rozwiązłość seksualną. Motywy Huffa nie są jasne, ale najprawdopodobniej jego głównym motywem było poczucie społecznego odrzucenia i chęć zemsty. Sprawca wcześniej był karany za drobne występki i miał styczność z policją, broń użyta przez niego w ataku była zakupiona legalnie.